# Acherontia crathis
Acherontia crathis är en fjärilsart som beskrevs av Rothschild och Jordan 1903. Acherontia crathis ingår i släktet Acherontia och familjen svärmare. Inga underarter finns listade i Catalogue of Life.